# Ибишев, Турпал-Али Сайд-Эминович
Турпал-Али Сайд-Эминович Ибишев (род. 18 февраля 2002, Ачхой-Мартан, Чечня) — российский футболист, защитник клуба «Ахмат» и сборной России.

## Карьера
Воспитанник академии футбола «Рамзан» Грозный. С сезона 2020/21 — игрок молодёжной команды «Ахмата». 2 июня 2021 года был дисквалифицирован на две игры «за оскорбительное поведение в адрес официального лица матча» во время встречи против «Локомотива-М» (1:5). 22 сентября дебютировал за «Ахмат», выйдя на 77-й минуте матча Кубка России против московского «Кайрата» (3:0). Через четыре дня провёл первый матч в чемпионате, выйдя на 88-й минуте в гостевом матче против «Ростова» (2:1).
19 марта 2025 года дебютировал за сборную России в матче против Гренады.